# Duane Brown
Duane Anthony Brown (Richmond, Virginia, 30 de agosto de 1985) más conocido como Duane Brown, es un jugador profesional estadounidense de fútbol americano que se desempeña en la posición de offensive tackle en New York Jets, equipo de la National Football League (NFL).

## Carrera
Fue seleccionado en la primera ronda en la Reunión Anual de Selección de Jugadores de la NFL de 2008. Hizo su debut profesional con el equipo Houston Texans, en el cual jugó diez temporadas (2008-2017), después pasó a Seattle Seahawks (2017-2022), luego a New York Jets, donde lleva jugando dos temporadas.